# Campagne présidentielle de Martine Aubry en 2012

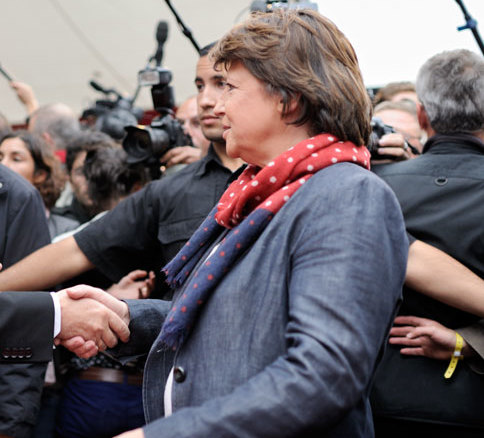
Martine Aubry en campagne en septembre 2011.

En tant que Première secrétaire du Parti socialiste, Martine Aubry a commencé une campagne pour la primaire présidentielle du Parti socialiste et du Parti radical de gauche de 2011 pour l'élection présidentielle de mai 2012. Martine Aubry a annoncé qu'elle se présentait à la présidence lors d'un meeting dans l'ancienne gare de Lille-Saint-Sauveur qui s'est tenu le 28 juin 2011.
Elle était la candidate avec le plus de temps dans des gouvernements, elle a notamment fait partie du gouvernement d'Édith Cresson et ensuite de Pierre Bérégovoy de 1991 à 1993 sous François Mitterrand, puis dans celui de Lionel Jospin de 1997 à 2000 sous Jacques Chirac lors de la Troisième cohabitation.
Représentant la gauche du parti, elle s'est qualifiée pour le second tour et a perdu l'investiture au profit de François Hollande.

## Spéculations sur la course à la présidentielle
Depuis son élection à la tête du Parti socialiste contre Ségolène Royal en 2008, Martine Aubry est devenue une candidate crédible et sérieuse à l'élection présidentielle.
Les victoires de son parti aux élections régionales en 2010 et aux élections cantonales en 2011 font d'elle la candidate naturelle du parti à la prochaine élection présidentielle.
En 2010, les principaux prétendants, Martine Aubry et Dominique Strauss-Kahn, ont conclu entre eux le « pacte de Marrakech » par lequel chacun s'engageait à terme à céder sa place au candidat le mieux placé dans les sondages. Ce qui, à ce moment-là le temps, était Strauss-Kahn. Le candidat définitif sera annoncé quelques jours avant la date limite des candidatures, vers la fin juin 2011.
Le 3 mai 2011, Le Nouvel Observateur a rapporté qu'Aubry avait dit à ses plus proches partisans qu'elle ne présenterait pas son nom et soutiendrait Strauss-Kahn, le grand favori des sondages d'opinion. Aubry a nié l'histoire, visiblement bouleversé, affirmant que la France s'attendait à autre chose. Quelques jours plus tard, l'arrestation de Stauss-Kahn pour agression sexuelle et tentative de viol a ravivé l'intérêt pour sa candidature. Le 22 mai, Aubry déclare qu'elle acceptera ses responsabilités le moment venu, sans pour autant se porter candidate en même temps.

## Cheminement de la campagne

### Annonce
Le 28 juin 2011, Aubry a déclaré dans une allocution télévisée depuis Lille, dans le nord du pays, " J'ai décidé de proposer ma candidature à l'élection présidentielle ".

### Les sondages
De récents sondages donnent Martine Aubry au coude à coude avec François Hollande dans la primaire socialiste.

### Propositions et déclarations
Elle dénonce publiquement les rumeurs qui se multiplient sur internet concernant son mari, sa santé et sa vie privée, elle menace de porter plainte si ces rumeurs persistent.
Lors du Festival d'Avignon, elle propose d'augmenter le budget de la culture de 30 % ou 50 %. Aubry a finalement soutenu la proposition de son principal rival François Hollande de réduire le déficit public à 3 % du PIB en 2013.

## Soutiens de personnalités publiques

### Anciens premiers ministres
Laurent Fabius, Pierre Mauroy ;

### Anciens ministres
Claude Bartolone, Robert Chapuis, Jacques Delors, Tony Dreyfus, Henri Emmanuelli, Jean Glavany, Élisabeth Guigou, Paulette Guinchard, Charles Josselin, André Laignel, Jack Lang, Marylise Lebranchu, Marie-Noëlle Lienemann, Martin Malvy, Paul Quiles, Alain Richard, René Souchon, Catherine Tasca, Catherine Trautmann ;

### Députés, maires, présidents de conseils régionaux et généraux
Jean-Claude Antonini, Alain Anziani, Arlette Arnaud-Landau, David Assouline, Jacques Auxiette, Gérard Bapt, Christian Bataille, Marie-Noëlle Battistel, Laurent Beauvais, Gisèle Biémouret, Patrick Bloche, François Bonneau, Jean-Michel Boucheron, Christophe Bouillon, Jean-Claude Boulard, François Brottes, Marie-Odile Bouillé, Jean-Claude Boulard, Pierre Bourguignon, Pascal Buchet, Jean-Christophe Cambadélis, Alain Cacheux, Christophe Caresche, Françoise Cartron, Laurent Cathala, Bernard Cazeau, Jean-Paul Chanteguet, Alain Claeys, Gilles Cocquempot, Pierre Cohen, Catherine Coutelle, Pascale Crozon, Yves Dauge, Michel-François Delannoy, Bertrand Delanoë, Daniel Delaveau, François Deluga, Gilles Demailly, Jean -Pierre Demerliat, Harlem Désir, Jean-Louis Destans, Michel Destot, Michel Dinet, Jean-Pierre Dufau, Marie-Marguerite Dufay, Laurence Dumont, Jean-Louis Dumont, Dominique Dupilet, Yves Durand, Philippe Duron, Oli vier Dussopt, Christian Eckert, Corinne Erhel, Martine Faure, Hervé Féron, Pierre Forgues, Valérie Fourneyron, Jean-Claude Frécon, Jean-Louis Gagnaire, Jean Gaubert, Charles Gautier, Catherine Génisson, Claude Gewerc, Samia Ghali, Daniel Goldberg, Jean-Noël Guérini, David Habib, Adeline Hazan, Jean-Paul Huchon, Liem Hoang Ngoc, Sandrine Hurel, Jean-Louis Idiart, Françoise Imbert, Michel Issindou, Serge Janquin, Annie Jarraud-Vergnolle, Henri Jibrayel, Patrice Joly, Régis Juanico, Marietta Karamanli, Bariza Khiari, Conchita Lacuey, François Lamy, Colette Langlade, Philippe Lavaud, Patrick Lebreton, Dominique Lefebvre, Patrick Lemasle, Catherine Lemorton, Jean-Claude Leroy, Alain Le Vern, François Loncle, Philippe Madrelle, Bruno Magnier, Jean Mallot, Hélène Mandroux, Jacqueline Maquet, Marie-Lou Marcel, Marie-Claude Marchand, Didier Marie, Jean-René Marsac, Philippe Martin, Martine Martinel, Frédérique Massat, Ma rc Massion, Didier Mathus, Alain Maurice, Sandrine Mazetier, Rachel Mazuir, Kléber Mesquida, Jean Michel, Jean-Pierre Michel, Pierre-Alain Muet, Alain Néri, Marie-Renée Oget, Christian Paul, Germinal Peiro, Jean- Luc Perat, Marie-Françoise Pérol-Dumont, Jean-Claude Peyronnet, Martine Pinville, Philippe Plisson, François Pupponi, Paul Raoult, Marie-Line Reynaud, Marcel Rogemont, Yves Rome, Jean-Pierre Sueur, Simon Sutour, Michel Teston, René Vandierendonck, André Vantomme, Michel Vergnier, André Vézinhet, Alain Vidalies, Jean-Claude Villemain, Jean-Claude Viollet, Henri Weber, Richard Yung ;

### Les politiciens
Pouria Amirshahi, Gilbert Annette, Pascale Boistard, Christophe Borgel, Charlotte Brun, Gwenegan Bui, Philippe Buisson, Philippe Darriulat, Michel Dasseux, Antoine Détourné, Josette Durrieu, Gérard Filoche, Marie-Pierre de La Gontrie, Thérèse Guilbert, Caroline De Haas, Razzy Hammadi, Benoît Hamon, Anne Hidalgo, Patrick Jeanne, David Lebon, Emmanuel Maurel, Gilles Pargneaux, Claude Roiron, Barbara Romagnan, Laurence Rossignol

### Autres personnalités
Laure Adler, Jean-Pierre Azéma, Christian Baudelot, Yamina Benguigui, Sandrine Bonnaire, Catherine Clément, Daniel Cohen, Jamel Debbouze, Serge Hefez, Françoise Héritier, Stéphane Hessel, Memona Hintermann-Afféjee, Agnès Jaoui, Axel Khan, Karl Lagerfeld, Hervé Le Bras, Henri Leclerc, Bernard-Henri Lévy, Daniel Lindenberg, Michèle Manceaux, Éric Naulleau, Pap Ndiaye, Serge Paugam, Patrick Pelloux, Serge Portelli, Jean-Michel Quillardet, Joël Roman, Jean-Christophe Rufin, Olivier Schmitt, Philippe Sollers, Martine Storti, Serge Tisseron, Annette Wieviorka, Michel Wieviorka ;